# Nowy Myszków
Nowy Myszków – dzielnica Myszkowa.
Na jej terenie znajdują się m.in. MOSiR, Zakład Energetyczny, Powiatowa Straż Pożarna i Elektrociepłownia Myszków SANiKO.

## Historia
Nowy Myszków to dawna wieś, od 1867 w gminie Żarki, a od 1 stycznia 1924 w nowo utworzonej gminie Myszków. W latach 1867–1926 należał do powiatu będzińskiego, a od 1927 do zawierciańskiego. W II RP przynależała do woj. kieleckiego. 4 listopada 1933 gminę Myszków podzielono na dziewięć gromad. Wieś Myszków Nowy ustanowiła gromadę o nazwie Myszków Nowy w gminie Myszków.
Podczas II wojny światowej włączone do III Rzeszy. Po wojnie gmina Myszków przez bardzo krótki czas zachowała przynależność administracyjną, lecz już 18 sierpnia 1945 roku została wraz z całym powiatem zawierciańskim przyłączone do woj. śląskiego. Według stanu z 1 kwietnia 1949 gmina Myszków podzielona była nadal na pięć gromad: Ciszówka, Mijaczów, Myszków Nowy, Myszków Stary i Pohulanka.
W związku z nadaniem gminie Myszków status miasta 1 stycznia 1950, Nowy Myszków utracił swoją samodzielność, stając się obszarem miejskim.